# Guanyin aux Mille Mains et aux Mille Yeux
La Guanyin aux Mille Mains et aux Mille Yeux (chinois simplifié : 沩山千手千眼观音圣像 ; pinyin : wéishān qiān shǒu qiān yǎn guānyīn shèngxiàng) est une statue de 99 mètres de haut, 7e plus grande statue au monde. Elle se trouve dans le canton de Weishan (沩山乡), Xian de Ningxiang, ville-préfecture de Changsha, dans le Hunan, en République populaire de Chine.
Guanyin est le bodhisattva de la miséricorde. Son nom complet est Guan Shi Yin, ce qui signifie « Celle qui écoute les plaintes du Monde ».
La multiplicité de ses yeux lui permet de voir les malheurs de chacun, et, ses 20 paires de bras, de venir en aide au plus grand nombre. Elle arbore plusieurs visages, signe de profonde humilité, chacun pouvant reconnaitre en l'un ou l'autre visage la représentation qu'il se fait de la déesse.